# إلياس إس. هوليداي
إلياس إس. هوليداي هو محامي وسياسي أمريكي، ولد في 5 مارس 1842، وتوفي في 13 مارس 1936. نشط حزبياً في الحزب الجمهوري. وقد انتخب عضو مجلس النواب الأمريكي ‏.